# The Electric Company: Word Fun
The Electric Company: Word Fun est un jeu vidéo éducatif développé par APh Technological Consulting, édité par Mattel Electronics, sorti en 1980 sur la console Intellivision. Il s'agit un jeu sous licence de la série télévisée éducative The Electric Company (en) de Children's Television Workshop.

## Système de jeu
La cartouche comprend 3 mini-jeux de lettres permettant aux enfants du niveau de l'école élémentaire d'enrichir leur vocabulaire et améliorer leur orthographe :

- Find a Word (Crosswords dans le manuel d'utilisation) : Les joueurs ont 20 tours pour composer des mots sur une grille et les relier entre eux.

- Word Rockets : Les deux joueurs compléter simultanément le même mot en lançant des voyelles dans les nuages ou se trouvent déjà les consonnes.

- Word Hunt : Les joueurs dirigent des singes qui doivent retrouver les lettres manquantes d'un mot, disséminées dans la jungle.

## Accueil
En raison d'un bug lié au composant bloquant les jeux d'éditeurs tiers, Word Fun ne fonctionne pas sur l'Intellivision II. Les ventes du titre étant plutôt décevantes, Mattel ne jugea pas utile de sortir une version corrigeant le problème, et préféra mener une compagne d'échange de la cartouche contre un autre titre du catalogue.

## Héritage
Le code source du jeu est plus tard réutilisé par INTV  pour créer Learning Fun II en 1987.
Word Fun, et parfois Crossword selon les plateformes, sont présents, émulé, dans la compilation Intellivision Lives! (en) sortie sur diverses plateformes.
Word Fun fait partie des jeux intégrés dans la console Intellivision Flashback, sortie en 2014.
En 2021, la cartouche Intellivision Collection 1 porte douze titres de l'Intellivision, dont Word Rockets, sur les consoles Evercade.